# هنر رزم

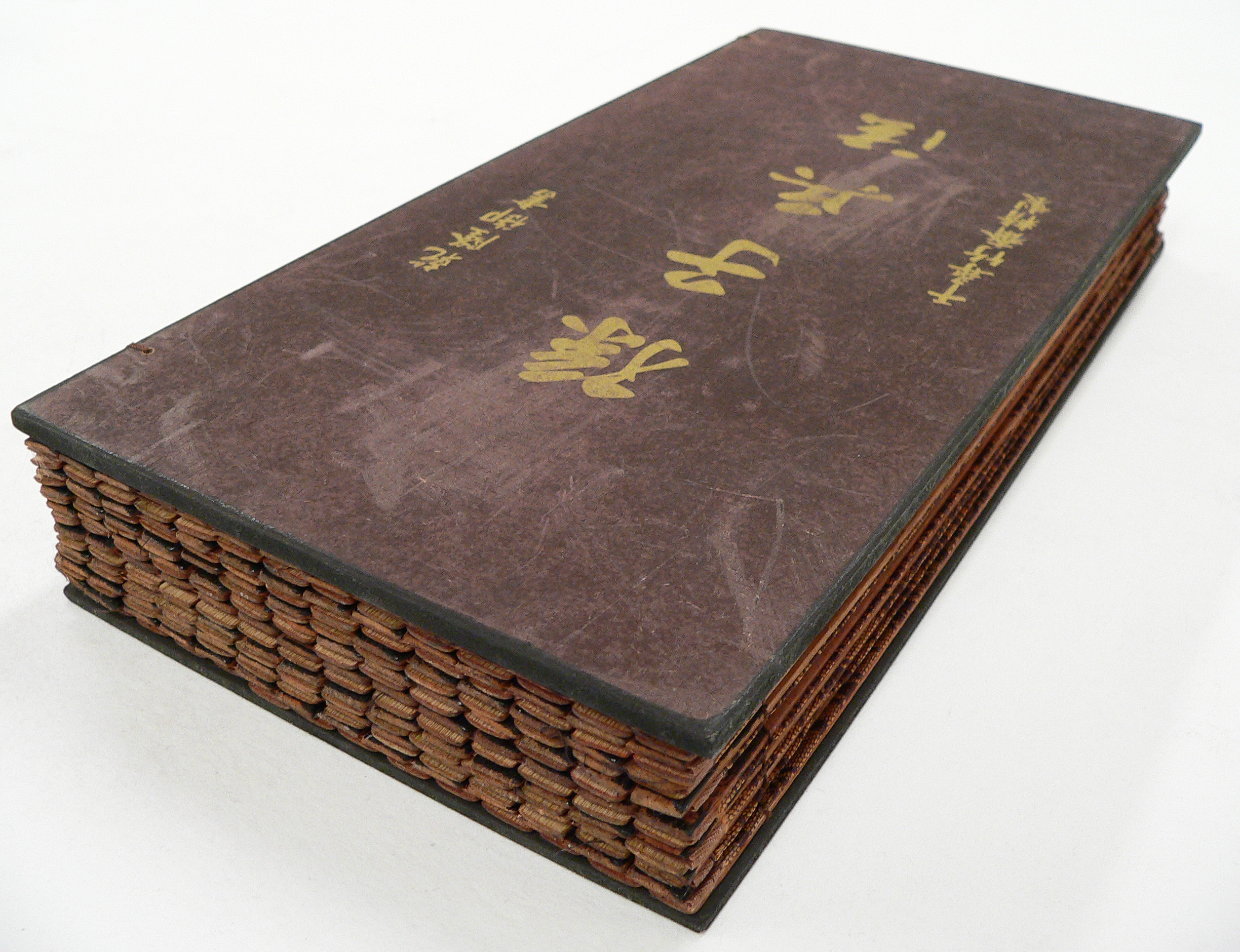
Bamboo book - closed - UCR

هنر جنگ (هنر رزم) (به چینی: 兵法 / به انگلیسی: The Art of War) رساله‌ای چینی در حوزه نظامی است که توسط سون تزو در سده ششم پیش از میلاد در دوره ای میان بهار و پاییز نوشته شده‌است. نام این کتاب در چینی سونزی بینگفا (Sunzi bingfa) خوانده می‌شود و به معنی شیوه‌های جنگی یا روش‌های به‌کارگیری نیروهاست.
این کتاب یک اثر تعیین‌ کننده در حوزه راهبرد و تاکتیک نظامی در زمان خودش بوده و هنوز هم یکی از متون اصلی به‌شمار می‌رود و همچنین یکی از قدیمی‌ترین و موفق‌ترین کتاب‌ها دربارهٔ راهبرد نظامی است که بر روی تفکر جنگی مشرق زمین، تاکتیک‌های کسب و کار و… تأثیرگذار بوده است.
سون تزو بر اهمیت تثبیت موقعیت در راهبرد تأکید کرده و نشان داد که این موقعیت تحت تأثیر دو چیز قرار دارد؛ یکی شرایط عینی و فیزیکی حاکم بر میدان و دیگری شرایط ذهنی و تفکرات بازیگران رقیب در میدان است. او عقیده داشت استراتژی یک برنامه مدون و از پیش تعیین شده نیست که بر روی کاغذ پیاده و طبق آن اجرا شود؛ بلکه باید بر اساس نیازها و شرایط متغیر حاکم بر صحنه نبرد، پاسخ‌های مناسب و سریع اتخاذ و اعمال نماید. برنامه‌ریزی تنها در شرایط تحت کنترل قابل اجراست؛ در حالی که در محیطی شرایط همواره در حال تغییر است، برنامه‌های دو طرف در رقابت با هم تداخل کرده و شرایط غیر مترقبه پدید می‌آورند.

## نقل قول‌ها
سان تزو در این کتاب می‌گوید:

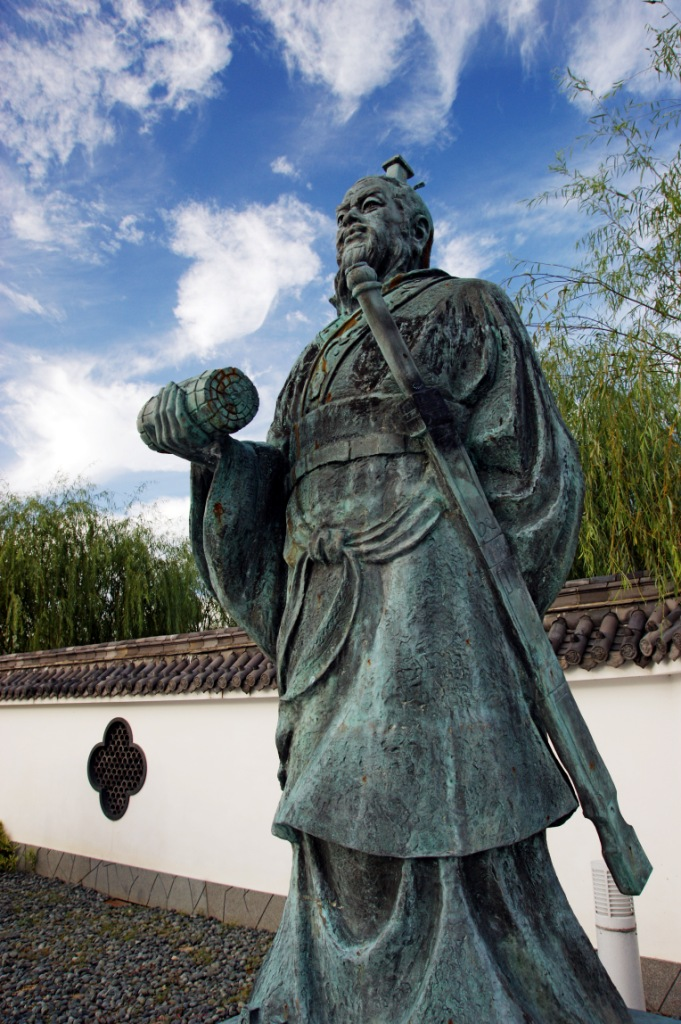
Enchoen در یوریهاما، استان توتوری، ژاپن

اگر شما خود و دشمنان را بشناسید، از نتایح حاصله از صدها جنگ نباید هراسی داشته باشید، اگر شما خود را بشناسید و لیکن دشمن را نشناسید، برای هر پیروزی که بدست می‌آورید از رنج یک شکست نیز بی بهره نخواهید بود، اما اگر نه خود را می‌شناسید و نه دشمن را، در تمام جنگ‌ها شکست خواهید خورد.

## سون تزو، قدیمی‌ترین فرمانده نظامی چین
سون تزو، فیلسوف و نظریه‌پرداز جنگی چین در ۳۰۰۰ سال پیش بود. او برای اولین بار در جهان کتاب آموزه‌های جنگی را مدون کرد و به پادشاه عصر خودش تقدیم کرد. او تأثیری ماندگار بر ذهن بسیاری از مردان بزرگ چین بر جای گذاشته‌است. از میان ژنرال‌های معروفی که آثار او را مطالعه کرده‌اند، می‌توان به هان سین (۱۹۶ قبل از میلاد مسیح)، فنگ (سال ۳۴ بعد از میلاد مسیح) و لومنگ (۲۱۹) و یوفی (۱۰۴۱–۱۱۰۳) اشاره کرد. آن‌ها الهامات خود را مدیون سون تزو هستند. سو هسون مطالب زیادی راجع به موضوعات نظامی نوشته‌است. متن کوتاه او در یوهای نگهداری شده‌است.
سون تزو می‌گوید: «در جنگ نمی‌توان با اطمینان انتظار پیروزی داشت و این با آنچه که دیگران به ما گفته‌اند متفاوت است.» وو چی نیز به سان تزو شباهت دارد هردوی آن‌ها دربارهٔ جنگ نوشته‌اند؛ اما وو چی کمتر به جنگ پرداخته‌است.
او قوانین خود را با صراحت بیشتری بیان کرده‌است سخنان او ظریف ساده و عمیق و درعین‌حال عملی هستند و به آثار لونگ یویا چینگ و معاصران او بسیاری از مؤلفاتی که در رده‌های پایین‌تر از سون تزو قرار دارند، شبیه است.
یک داستان از سون تزو
یکی از معروف‌ترین داستان‌هایی که دربارهٔ سون تزو گفته می‌شود مربوط به پیش از استخدام او در ارتش است. در این داستان آمده که پادشاه هِلو، پادشاه وقت وو، برای آزمایش سان تزو از او خواست به ۳۶۰ نفر از صیغه‌های حرم سرایش آموزش نظامی بدهد. سان تزو این زنان را به دو دسته تقسیم کرد و دو زن مورد علاقهٔ پادشاه را به عنوان فرمانده هریک از گروه‌ها تعیین کرد.
ابتدا او به زنان دستور داد به راست بچرخند اما آنان خندیدند. سون تزو گفت که فرمانده مسئول این است که سربازان دستور را درست متوجه نشده‌اند. او دستور را تکرار کرد و زنان دوباره خندیدند. در این زمان سان تزو علی‌رغم میل باطنی پادشاه دستور اعدام دو زن مورد علاقهٔ پادشاه که به عنوان فرمانده انتخاب شده بودند را صادر کرد و توضیح داد زمانی که سربازان دستور فرمانده را فهمیده‌اند اما از آن اطاعت نمی‌کنند مسئولیت آن با خودشان است. وقتی این زنان کشته شدند، دو زن دیگر به فرماندهی گذاشته شدند؛ اما این بار زنان به خوبی از دستورات پیروی کردند و پادشاه چنان تحت تأثیر قرار گرفت که وی سون تزو را فرمانده کل ارتش قرار داد.

## تغییرات
محققی کلاسیک و باستان‌شناس ادعا کرد که یکی از نوادگان سون تزو است. او ادعا کرد نسخه یا متن اصلی کتاب است؛ بنابراین به‌هیچ‌وجه نمی‌توان ادعا کرد که متن کتاب سون تزو کاملاً ناب و خالص است.
نقل‌قول‌های ذکرشده توسط مؤلفان اولیه حاکی از آن است که سیزده فصل سوماچن که در مورد آن‌ها صحبت شده‌است، همان‌هایی هستند که امروز وجود دارند. سون هسینگ یین در مقدمهٔ کتاب خود می‌گوید: «در دورهٔ سلسله‌ی چن و هان، فرماندهان نظامی از هنر جنگ سان تزو بسیار استفاده می‌کردند؛ اما آن‌ها آن را به‌عنوان اثری اسرارآمیز تلقی می‌کردند و مایل نبودند تا این کتاب را به نفع نسل‌های بعد به یادگار بگذارند.»
به‌هرحال وقتی ویراست جدید صورت گرفت، آن را سون هسین یین نامیدند. آن‌ها ویراست اصلی را به‌عنوان مبنا در نظر گرفتند و با مقایسه دقیق با نسخه‌های قدیمی‌تر و تفاسیر، موفق به احیای تعداد زیادی از پیام‌ها شدند و یک نسخه تقریباً نزدیک به اثر اولیه سون تزو را حاصل کردند و بعدها به یک متن استاندارد تبدیل شد.

## فصول کتاب

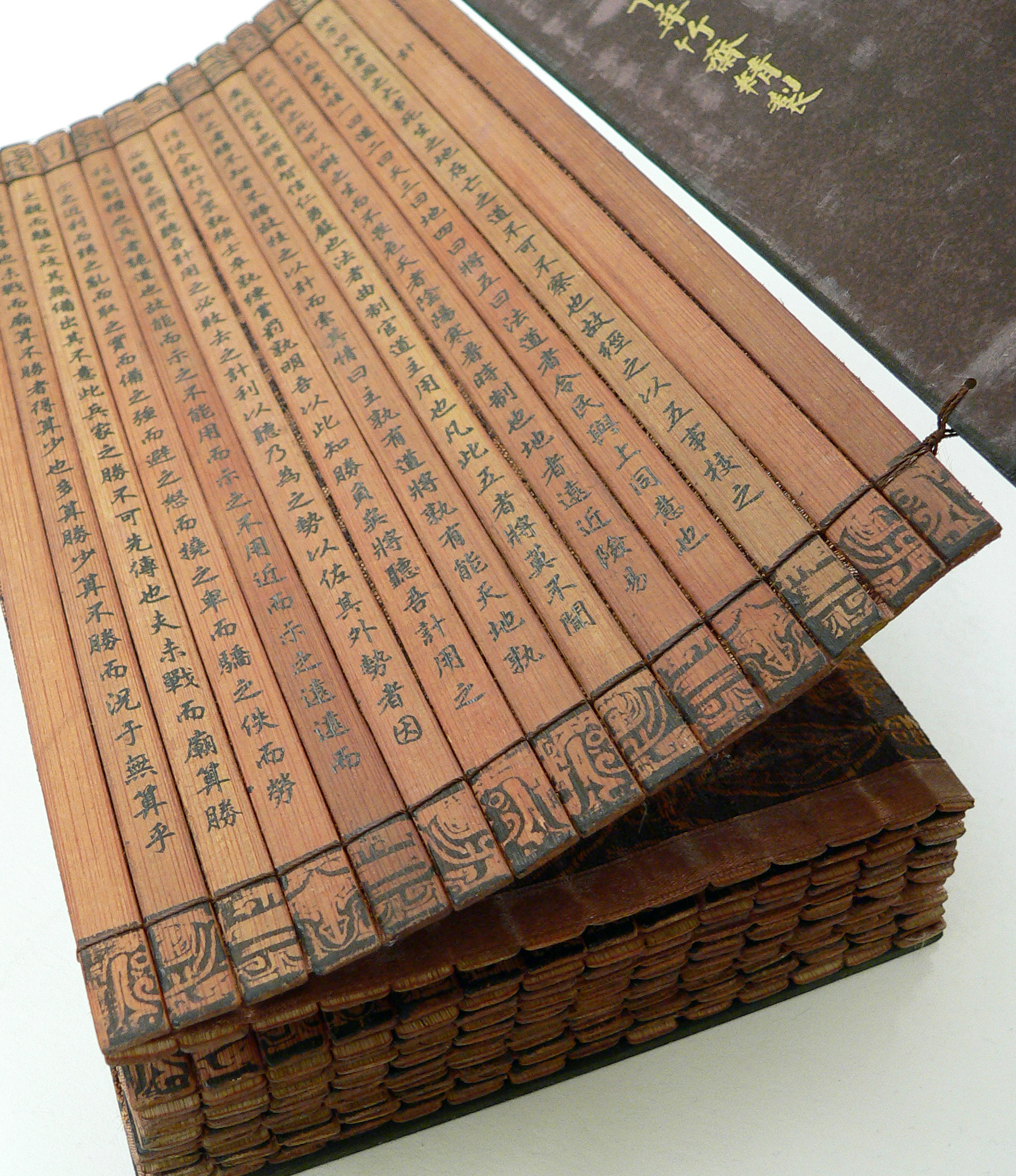
Bamboo book - binding - UCR

این رساله سیزده فصل دارد که هر فصل آن به یک جنبه از موضوعات مطرح در میدان رزم می‌پردازد.
1. نقشه‌های حساب شده
2. درگیر شدن در جنگ
3. با استراتژی حمله کنید
4. جابجایی‌های تاکتیکی
5. انرژی
6. نقاط ضعف و قوت
7. مانور کردن
8. تنوع تاکتیکی
9. ارتش در حال پیشروی
10. منطقه عملیاتی
11. موقعیت‌های نُه گانه
12. حمله کردن با استفاده از آتش
13. استفاده از جاسوسان

## ترجمه
این کتاب در قرنهای بعدی به ده‌ها زبان زنده دنیا ترجمه شد و برای سال‌های متوالی، مورد مراجعه ژنرال‌ها در سراسر جهان بود. نخستین بار در سال ۱۷۲۲ میلادی به زبان فرانسوی برگردان شد و این اولین باری بود که این کتاب به زبانی اروپایی ترجمه می‌شد. در اولین ترجمه نام Art Militarire des Chinois بر آن نهاده شد تا این که در گزینش نام بعدی آن (The Art of War) اثر گذاشت.
در ایران، نخستین بار از زبان فرانسه توسط حسن حبیبی به فارسی ترجمه و توسط انتشارات قلم منتشر شد. این کتاب با نام هنر جنگ توسط مترجمان ابوذر مرادی و آرام آخوندی و… نیز منتشر شده‌است.

## استفاده‌ها
این کتاب یکی از خواستنی‌ترین مجموعه‌های جنگی در تاریخ است. در نزد چینیان باستان این کتاب شیفته کننده و یکی از مهم ترین‌ها در ادبیات آنها بوده‌است. گفته می‌شود که مائو تسه دونگ و ژوزف استالین هر دو در هنگام جنگ این کتاب را می‌خواندند.
هنر جنگ که در زمان خود بهترین کتاب استراتژی جنگی بوده، یکی از هفت کتاب استراتژی برتر چین قدیم است و در طول ۲۰۰۰ سال اخیر نیز یکی از بهترین کتاب‌های جنگی در آسیا بوده و تأثیر بسزایی در استراتژی‌های جنگی غرب و شرق داشته‌است. این کتاب همچنین در استراتژی‌های مدیریتی و کسب و کار نیز مورد استفاده قرار گرفته و در تجارت نوین استفاده زیادی برای تجار موفق داشته‌است.